# Frankenstein (película de 1931)
Frankenstein (conocida como El doctor Frankenstein en España y como Frankenstein, el autor del monstruo en Uruguay) es una película de terror gótico de 1931 producida por Universal Pictures y dirigida por James Whale. Es una adaptación de la obra de teatro de Peggy Webling, que a su vez está basada en la novela Frankenstein o el moderno Prometeo de Mary Shelley. Está protagonizada, entre otros, por Boris Karloff y Colin Clive. Tras su estreno se realizó una secuela titulada La novia de Frankenstein (1935), dirigida por el propio Whale.

## Argumento
El Dr. Henry Frankenstein (Colin Clive), un joven y apasionado científico, asistido por el jorobado Fritz (Dwight Frye), crea un cuerpo humano, cuyas partes han sido recolectadas  secretamente y de varias fuentes. El anhelo que consume al doctor es el de crear vida humana a través de varios artefactos eléctricos perfeccionados por él mismo.
Elizabeth (Mae Clarke), su prometida, está preocupada a causa de las peculiares acciones de su prometido. Ella no puede entender por qué él se enclaustra en una abandonada torreta, la cual ha equipado como laboratorio, y se rehúsa a ver a nadie. Ella y su amigo, Victor Moritz (John Boles), acuden al Dr. Waldman (Edward Van Sloan), su viejo profesor de medicina, y piden su ayuda para recuperar al joven científico de los experimentos que absorben todo su tiempo. Elizabeth, intentando rescatar a Frankenstein, llega justo cuando el joven médico está realizando sus últimas pruebas. Los tres observan a Frankenstein y al jorobado como alzan a la criatura muerta colocada sobre una mesa de operaciones, hasta la cima de la habitación, hacia una apertura en la cima del laboratorio. Entonces se escucha un tremendo trueno y el cuerpo es bajado. Es entonces que Frankenstein descubre que su creación comienza a moverse.
El monstruo que manufacturan (Boris Karloff), extrañamente espantoso, grotesco e inhumano, es retenido en un calabozo en la torre del castillo. A causa del error de Fritz, el cerebro de un criminal fue utilizado en el experimento de Frankenstein resultando en que el monstruo solo conoce de odio, horror y asesinar. Mientras Frankenstein y el Dr. Waldman conversan en el laboratorio, escuchan un grito proveniente del calabozo; al llegar descubren que el monstruo había asesinado a Fritz. El monstruo amenaza con atacarlos, pero ellos huyen rápidamente, cerrando la puerta del calabozo. Frankenstein abre la puerta para distraerlo con una antorcha, mientras que el Dr. le aplica una potente inyección que deja inconsciente a la bestia.
El Dr. Waldman trata de destruir  a la criatura inconsciente, la cual, sin embargo, despierta y lo estrangula. El monstruo escapa de la torre y camina sin rumbo fijo. Luego tiene un breve encuentro con la pequeña hija de un granjero, María, quien le pide que juegue con ella arrojando flores al lago para que parezcan pequeños botes. El monstruo disfruta del juego, pero al no tener más flores levanta a la pequeña y la arroja al lago, quien muere ahogada. La criatura se aleja apesadumbrada.
Con las preparaciones para la boda completadas, Frankenstein es nuevamente el mismo de siempre y junto a Elizabeth están listos para casarse tan pronto como el Dr. Waldman arribe. De pronto, Victor entra apresurado, diciendo que el Doctor ha sido encontrado estrangulado en su sala de operación. Frankenstein sospecha del monstruo, y un escalofriante chillido lo convence de que el enemigo está en la casa. El monstruo ha entrado en la habitación de Elizabeth. Cuando los buscadores llegan, la encuentran inconsciente sobre la cama. El monstruo ha escapado.
Liderando a una turba iracunda, Frankestein busca al monstruo en la campiña y sus alrededores. Al separarse del grupo es descubierto por el monstruo, el cual salta encima de su presa y, cargando con él, se lo lleva a un viejo molino. Los campesinos escuchan sus gritos y los siguen. Finalmente cuando llegan al molino, encuentran al monstruo que ha subido a la cima del mismo arrastrando a Frankestein con él. Repentinamente, en un despliegue de cólera, arroja al joven científico al suelo, quien sobrevive al golpe. Algunos pobladores de la villa lo llevan apresurados a su casa mientras otros se quedan para quemar el molino y destruir al monstruo atrapado dentro.
Después, de vuelta en el Castillo Frankenstein, el padre de Frankenstein, el Barón Frankenstein (Frederick Kerr) celebra las bodas de su hijo ya recuperado con un brindis por su futuro nieto.

## Reparto
- Boris Karloff - El monstruo de Frankenstein
- Colin Clive - Dr. Henry Frankenstein
- Mae Clarke - Elizabeth (novia de Henry)
- John Boles - Victor Moritz
- Edward Van Sloan - Dr. Waldman
- Frederick Kerr - Barón Frankenstein
- Dwight Frye - 	Fritz
- Lionel Belmore - Herr Vogel (el burgomaestre)
- Marilyn Harris - La pequeña María

## Producción

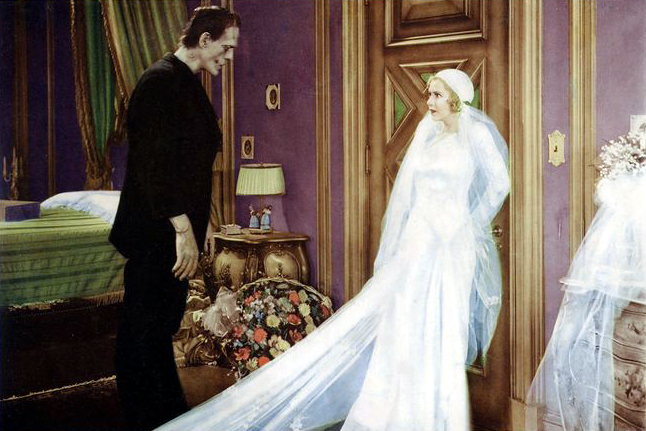
Boris Karloff y Mae Clarke, en una imagen derivada de la de una lámina publicitaria.

El estudio Universal Pictures decidió hacer una película de terror basada en la novela Frankenstein o el moderno Prometeo de Mary Shelley, pero en vez de adaptar directamente el libro adquirió los derechos de una obra de teatro realizada por Peggy Webling, que estaba a su vez inspirada en la historia de Shelley. El guion estuvo a cargo de Francis Edward Faragoh y Garrett Fort. Entre los posibles directores estuvieron George Melford y el francés Robert Florey, pero el trabajo fue finalmente asignado a James Whale.
Una de las primeras opciones analizadas para interpretar al monstruo de Frankenstein fue Bela Lugosi, quien había protagonizado otra película de Universal Pictures, Dracula (1931). Sin embargo, Lugosi rechazó el papel debido a que no poseía diálogos y a que estaría cubierto de maquillaje. Tras esto fue escogido el actor británico Boris Karloff. El actor no aparece en los créditos iniciales de la película, siendo su lugar ocupado por un signo de interrogación; solo en los créditos finales se aclara que es Karloff quien interpreta al monstruo. Bette Davis fue considerada para interpretar a Elizabeth, pero finalmente Mae Clarke obtuvo el papel. En la película participaron también Dwight Frye como Fritz y Edward Van Sloan como Dr. Waldman; ambos habían actuado con anterioridad en Dracula.
El maquillaje de Karloff estuvo a cargo de Jack Pierce, quien trabajaba cerca de cuatro horas para lograr la apariencia de la criatura. Existe controversia respecto de quién creó el diseño del monstruo, ya que algunas fuentes mencionan al director James Whale y otras a Jack Pierce. Además del maquillaje, Karloff debió usar botas especiales para aumentar su estatura en pantalla, así como puntales de acero en las piernas para tener un andar tambaleante.
La escenografía de la película fue diseñada por Herman Rosse, y los aparatos eléctricos que están en el laboratorio de Frankenstein fueron hechos por Kenneth Strickfaden. Entre las influencias visuales de la película se encuentran cintas alemanas como El gabinete del doctor Caligari (1920), El Golem (1920) y Metrópolis (1927). La película no tiene banda sonora, con excepción de los créditos iniciales y finales.

## Estreno

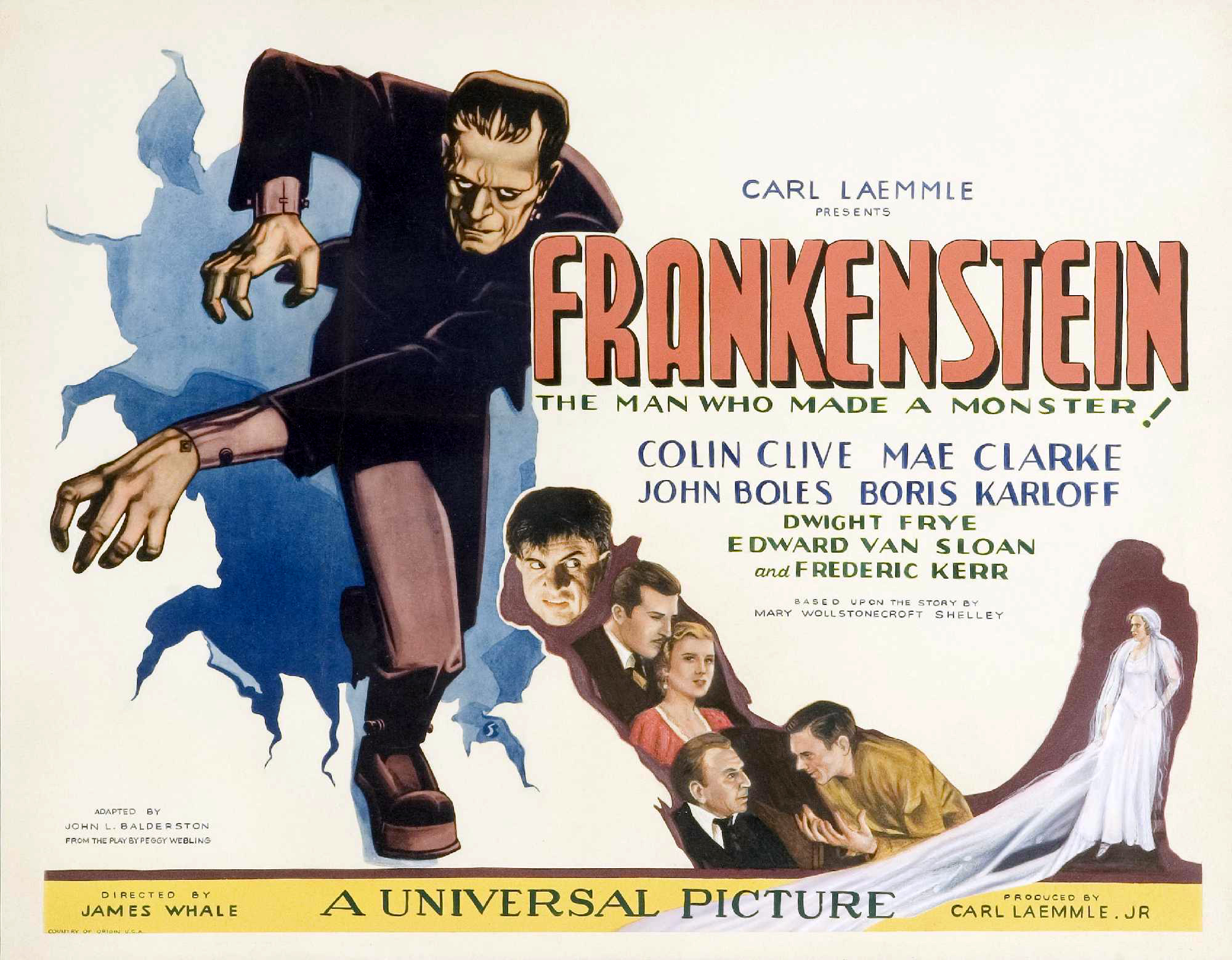
Lámina publicitaria de la película.

La película fue estrenada el 21 de noviembre de 1931 en Estados Unidos. Su título fue traducido como El doctor Frankenstein en España, y como Frankenstein, el autor del monstruo en Uruguay.

## Escenas anteriores al Código de Producción e historial de censura
La escena en la que el monstruo arroja a una niña llamada Maria al lago y la ahoga accidentalmente, ha sido controvertida durante mucho tiempo. Tras su estreno en 1931, la segunda parte de esta escena fue cortada por las juntas de censura de los Estados de Massachusetts, Pensilvania y Nueva York. Dichos Estados también se opusieron a una frase que consideraron blasfema que dice el doctor Frankenstein cuando ve que su criatura está viva.

VICTOR: ¡Henry! ¡En nombre de Dios! 
HENRY: ¿En nombre de Dios? ¡Ahora sé qué se siente siendo Dios!

Kansas solicitó la eliminación de 32 escenas, las cuales, de haber sido suprimidas, habrían dejado la película en la mitad de su metraje. Jason Joy, del Comité de Relaciones del Estudio, solicitó al representante de la censura, Joseph Breen, que reconsiderasen estos cortes. Finalmente, se estrenó una versión editada para Kansas.
Al igual que con otras muchas películas anteriores al Código de Producción, que se reeditaron después de la aplicación estricta de dicho Código en 1934, Universal hizo cortes desde los negativos de cámara originales, y, por lo tanto, el material cortado a menudo se perdía. Sin embargo, la escena de Maria siendo arrojada al lago fue redescubierta durante la década de 1980 en la colección del British National Film Archive, y se ha reincorporado a las copias modernas de la película.

## Recepción
Frankenstein obtuvo una buena respuesta por parte de la crítica cinematográfica, siendo citada como una de las mejores películas de 1931, e incluida en listas de las mejores cintas de la historia. La película posee un 100% de comentarios "frescos" en el sitio web Rotten Tomatoes, basado en un total de 39 críticas. En 1991, fue seleccionada por la Biblioteca del Congreso de Estados Unidos junto a otros trabajos para ser preservada en el National Film Registry.
El American Film Institute la incluyó en varias de sus listas. La ubicó en el puesto número 87 de las mejores películas de todos los tiempos, y en el puesto número 56 de la lista 100 años... 100 películas de suspense. La frase "Está vivo. ¡Está vivo!", que exclama el doctor Frankenstein, fue seleccionada en la lista 100 años... 100 frases. También fue incluida como candidata de algunas categorías, sin lograr ser seleccionada para las listas definitivas, como la de ciencia ficción, la lista del décimo aniversario, y la de 100 años... 100 héroes y villanos (en esta última estuvieron nominados Henry Frankenstein y el monstruo en la categoría de "villanos").
En 2004, el periódico The New York Times la incluyó en una selección de las 1000 mejores películas de la historia. Por su parte, la Chicago Film Critics Association la ubicó en el puesto número 14 de las películas más terroríficas de todos los tiempos. La revista Time la incluyó ente las mejores 25 películas de terror de la historia.

## Otras películas

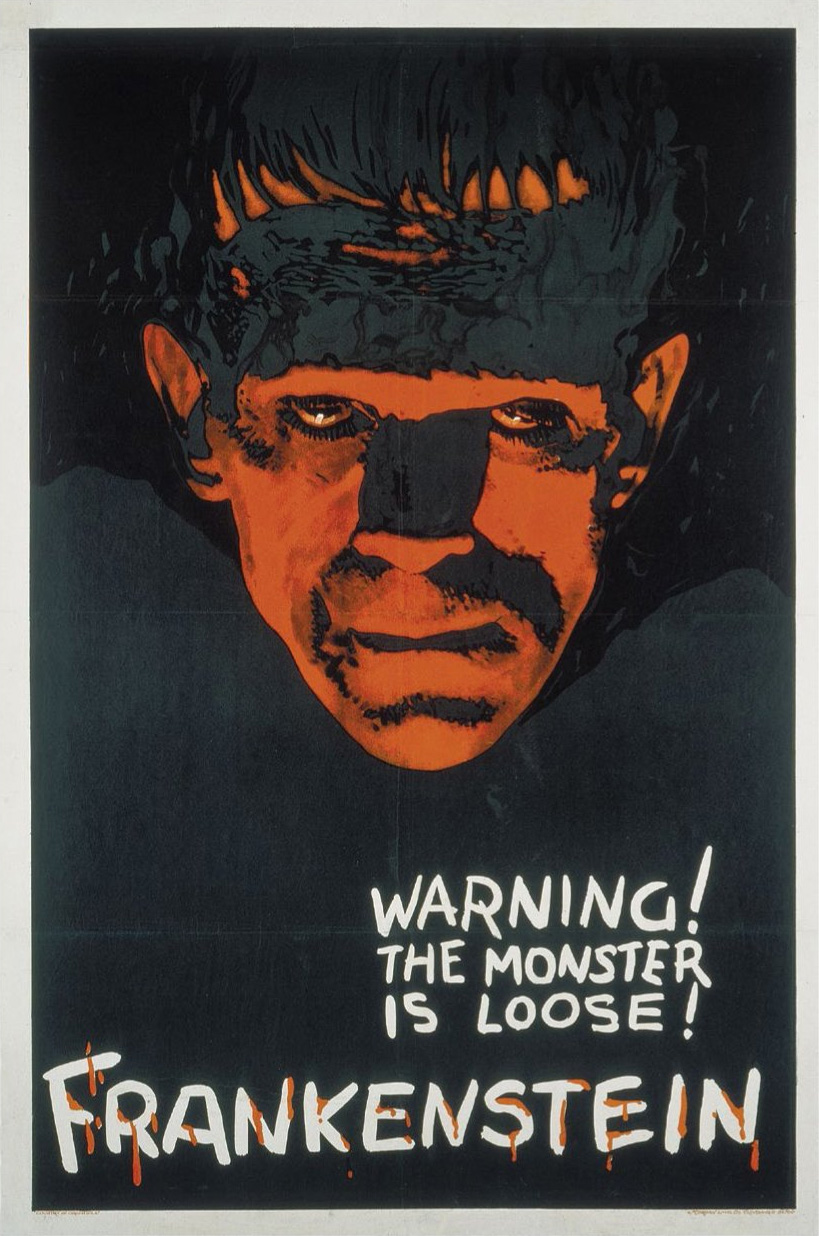
Afiche teaser "Estilo B" de la película Frankenstein de 1931.

La película tuvo varias secuelas, todas producidas por Universal Pictures. La primera fue La novia de Frankenstein de 1935, dirigida nuevamente por James Whale, y con la participación de Boris Karloff y Colin Clive como el monstruo y el doctor Frankenstein, respectivamente. Cuatro años más tarde se estrenó Son of Frankenstein, que fue dirigida por Rowland V. Lee. Karloff volvió a actuar como el monstruo en esa cinta, siendo la última vez que lo interpretó en una película.
En 1942 se estrenó The Ghost of Frankenstein, donde Lon Chaney, Jr. interpretó al monstruo. La película fue seguida por Frankenstein Meets the Wolf Man (1943), que juntó al monstruo de Frankenstein con el hombre lobo. En aquella cinta el monstruo fue interpretado por Bela Lugosi. Los siguientes filmes fueron House of Frankenstein (1944) y La mansión de Drácula (1945).
En 1948 Universal estrenó la cinta Abbott and Costello Meet Frankenstein, protagonizada por el dúo cómico Abbott y Costello, y en la cual aparecen Drácula, el monstruo de Frankenstein y el hombre lobo. La película cómica Young Frankenstein (1974) parodió elementos de las primeras películas de la saga.

## Otras adaptaciones
- Boris Karloff encarnaría al monstruo por última vez en un episodio de 1962 de la comedia de televisión Route 66.
- La popular comedia de televisión de los 60, The Munsters, representa al padre de la familia, Herman, como el monstruo de Frankenstein, que se casó con la hija del conde Drácula. El maquillaje de Fred Gwyne para encarnar a  Herman se basa en el de Boris Karloff.
- Frankenstein aparece en Mad Monster Party? (1967), un especial de Halloween de Rankin / Bass Productions, donde el Dr. Boris von Frankenstein (con la voz de Karloff) invita a varios monstruos clásicos a una reunión en su castillo con la intención de anunciar su retiro y de nombrar a su sucesor.
- La comedia de Mel Brooks, Young Frankenstein (1974) parodia elementos de las tres primeras películas de Universal de Frankenstein. Brooks también creó un musical sobre la película del mismo nombre.
- Una película de imagen real, Frankenweenie (1984), que representaba a Victor Frankenstein como un niño estadounidense moderno y su perro mascota fallecido como el monstruo, fue rodada por Tim Burton en 1984. El mismo Burton hizo un adaptación de animación de la misma en 2012.

El ayudante del doctor Frankenstein
Aunque a menudo el asistente jorobado de doctor Frankenstein es llamado "Igor" en las descripciones de las películas, no se le llama así en los primeros filmes. Tanto en Frankenstein como en La novia de Frankenstein, el doctor tiene un asistente lisiado que es interpretado en ambas ocasiones por Dwight Frye. En la película original de 1931, el personaje se llama "Fritz", es jorobado y camina con la ayuda de un pequeño bastón. Fritz no aparece en la novela de Frankenstein. Aparece por primera vez en la primera adaptación teatralizada, Presunción o, el destino de Frankenstein, donde fue interpretado por Robert Keeley.
En La novia de Frankenstein, Frye interpreta a "Karl", un asesino que se mantiene erguido pero tiene una pesada prótesis de metal en ambas piernas que se puede escuchar haciendo clic claramente en cada paso. Ambos personajes serían asesinados por el monstruo de Karloff en sus respectivas películas. No fue hasta Son of Frankenstein (1939) cuando apareció por primera vez un personaje llamado "Ygor" (aquí interpretado por Bela Lugosi y vuelto a interpretar por el mismo Lugosi en The Ghost of Frankenstein (1942) después de su aparente asesinato en la película anterior). Este personaje, un herrero desquiciado cuyo cuello estaba roto y torcido debido a un ahorcamiento fallido, se hace amigo del monstruo y ayuda al Dr. Wolf Frankenstein, lo que lleva a crear la imagen del "asistente jorobado" llamado "Igor" comúnmente asociado con Frankenstein en la cultura popular. Frye también aparece en películas posteriores de la serie, como en Frankenstein Meets the Wolf Man (1943).